# Joaquín Sigüenza y Chavarrieta

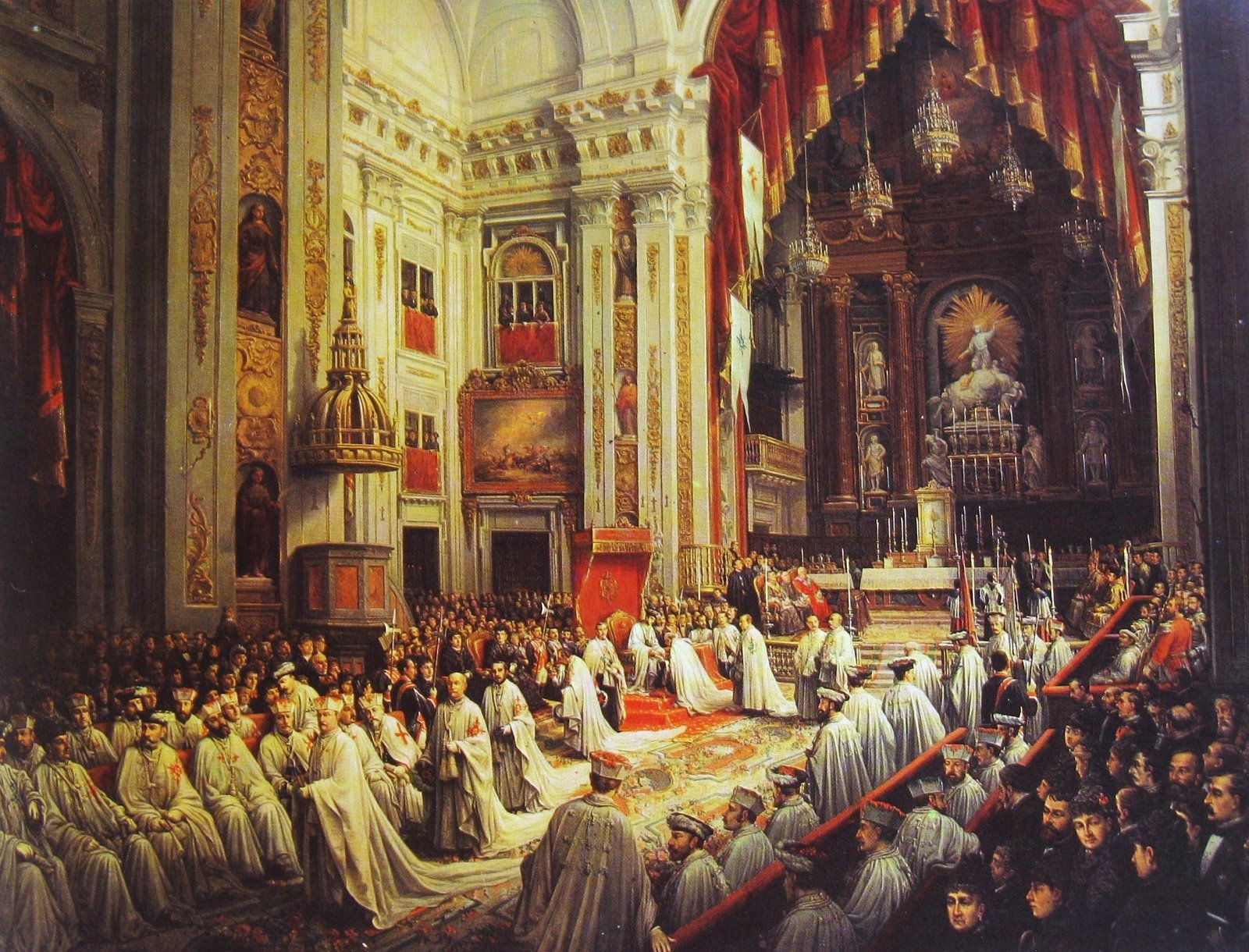
Investidura de Alfonso XII como gran maestre de las Órdenes Militares el día 24 de febrero de 1877, óleo sobre lienzo, 200 x 150 cm, Madrid, Palacio del Senado.

Joaquín Sigüenza y Chavarrieta (El Peral, 1825-Madrid, 1902) fue un pintor español, pintor de cámara de Isabel II y conservador de las pinturas del Monasterio de El Escorial.

## Biografía
Formado inicialmente en la Escuela Superior de Pintura de Madrid, completó sus estudios en París con Léon Cogniet, quien le orientó hacia los temas de historia militar que pudo practicar en un viaje a Marruecos.

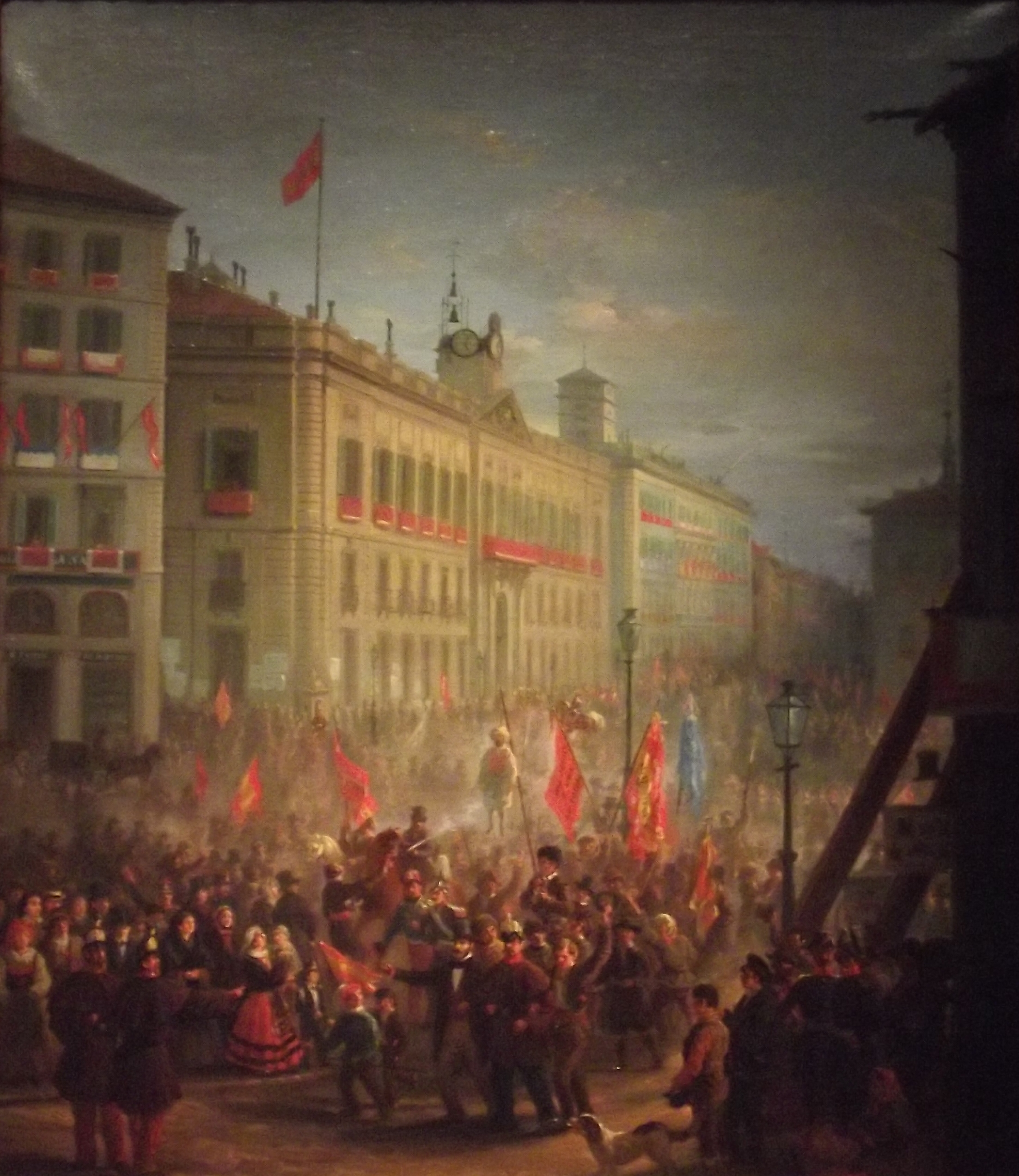
Recibimiento del Ejército de África en la Puerta del Sol (c. 1860), Museo del Romanticismo, óleo sobre lienzo.

En su pintura se encuentran bodegones, como la Perdiz muerta del Museo Lázaro Galdiano, fechada en 1856, y temas de historia en formato pequeño o mediano, como el Juicio de André Chénier del Museo de Cuenca, centrado en la lectura de la sentencia que condenaba a muerte al poeta André Chénier.
Pintura de historia también, pero de carácter testimonial, son la Investidura de Alfonso XII como gran maestre de las Órdenes Militares (Madrid, Palacio del Senado), que representa la solemne ceremonia celebrada en la Colegiata de San Isidro de Madrid el 24 de febrero de 1877, o el Recibimiento del ejército de África en la Puerta del Sol (Museo del Romanticismo) dedicado al retorno del ejército vencedor en la guerra de África de 1859 como Los gloriosos trofeos ganados a los marroquíes en la toma de Tetuán por el bravo ejército español, paseados triunfalmente en presencia de SS. MM. y AA. RR. el 14 de febrero de 1860 (Madrid, Palacio Real), óleo presentado en la Exposición de Bellas Artes de 1864 y adquirido por la reina Isabel II, quien lo nombró además su pintor de cámara.
Nombrado conservador del Real Monasterio de San Lorenzo del Escorial en 1872 y profesor de dibujo de su instituto, a partir de 1887 volvería a participar en certámenes públicos con distintas vistas del monumento herreriano. A lo largo de su carrera, Joaquín Sigüenza fue condecorado además con las órdenes de Cristo de Portugal y la cruz de caballero de Carlos III, falleciendo en Madrid en julio de 1902.